# العلاقات الأنغولية المكسيكية
العلاقات الأنغولية المكسيكية هي العلاقات الثنائية التي تجمع بين أنغولا والمكسيك.

## مقارنة بين البلدين
هذه مقارنة عامة ومرجعية للدولتين:
| وجه المقارنة                                              | أنغولا           | المكسيك                                                                               |
| --------------------------------------------------------- | ---------------- | ------------------------------------------------------------------------------------- |
| المساحة (كم2)                                             | 1.25 مليون       | 1.97 مليون                                                                            |
| عدد السكان (نسمة)                                         | 29.78 مليون      | 130.53 مليون                                                                          |
| الكثافة السكانية (ن./كم²)                                 | 23.82            | 66.26                                                                                 |
| العاصمة                                                   | لواندا           | مدينة مكسيكو                                                                          |
| اللغة الرسمية                                             | اللغة البرتغالية | اللغة الإسبانية                                                                       |
| العملة                                                    | كوانزا أنغولي    | بيزو مكسيكي                                                                           |
| الناتج المحلي الإجمالي (بليون دولار)                      | 124.21 مليار     | 1.15 تريليون                                                                          |
| الناتج المحلي الإجمالي (تعادل القوة الشرائية) بليون دولار | 184.83 مليار     | 2.16 تريليون                                                                          |
| الناتج المحلي الإجمالي الاسمي للفرد دولار أمريكي          | 4.10 ألف         | 9.01 ألف                                                                              |
| الناتج المحلي الإجمالي للفرد دولار أمريكي                 |                  | 17.32 ألف                                                                             |
| مؤشر التنمية البشرية                                      | 0.533            | 0.756                                                                                 |
| رمز المكالمات الدولي                                      | +244             | +52                                                                                   |
| رمز الإنترنت                                              | .ao              | .mx                                                                                   |
| المنطقة الزمنية                                           | ت ع م+01:00      | منطقة زمنية وسطى، المنطقة الزمنية الجبلية، زمن منطقة المحيط الهادئ، منطقة زمنية شرقية |

## منظمات دولية مشتركة
يشترك البلدان في عضوية مجموعة من المنظمات الدولية، منها:
| علم المنظمة | اسم المنظمة                        | تاريخ انضمام أنغولا | تاريخ انضمام المكسيك |
| ----------- | ---------------------------------- | ------------------- | -------------------- |
|             | منظمة الشرطة الجنائية الدولية      | ?                   | ?                    |
|             | منظمة التجارة العالمية             | ?                   | 1995                 |
|             | منظمة حظر الأسلحة الكيميائية       | ?                   | ?                    |
|             | مؤسسة التمويل الدولية              | 19 سبتمبر 1989      | 20 يوليو 1956        |
|             | يونسكو                             | 11 مارس 1977        | 4 نوفمبر 1946        |
|             | البنك الدولي للإنشاء والتعمير      | 19 سبتمبر 1989      | 31 ديسمبر 1945       |
|             | مؤسسة التنمية الدولية              | 19 سبتمبر 1989      | 24 أبريل 1961        |
|             | الأمم المتحدة                      | 1 ديسمبر 1976       | 7 نوفمبر 1945        |
|             | وكالة ضمان الاستثمار متعدد الأطراف | 19 سبتمبر 1989      | 1 يوليو 2009         |
|             | الاتحاد الدولي للاتصالات           | 13 أكتوبر 1976      | 1 يوليو 1908         |
|             | الاتحاد البريدي العالمي            | ?                   | ?                    |

## وصلات خارجية
- موقع وزارة الخارجية الأنغولية
- موقع وزارة الخارجية المكسيكية